# The Founder (film)
The Founder is een Amerikaanse speelfilm uit 2016, geregisseerd door John Lee Hancock en geschreven door Robert Siegel. De film, een biografisch drama over het leven van Ray Kroc, vertelt hoe Ray Kroc zich omhoog werkte van verkoper van milkshake mixers tot eigenaar van McDonald's en hoe hij vervolgens van McDonald's een van de grootste restaurantketens ter wereld maakte. Michael Keaton speelt de hoofdrol van Ray Kroc. De broers Richard (Dick) en Maurice (Mac) McDonald, de oprichters van McDonald's, worden gespeeld door Nick Offerman en John Carroll Lynch.

## Verhaal
In 1954 is Ray Kroc een mislukte verkoper. Hij reist van drive-in restaurant naar drive-in restaurant om zijn milkshakemachines te verkopen, maar niemand is geïnteresseerd. Totdat hij te horen krijgt dat er een restaurant in San Bernardino (Californië) zes machines wil kopen. Hij denkt dat het onrealistisch is, dat een bedrijf zoveel milkshakes tegelijk zou willen maken, dus hij belt hen op om te controleren of de bestelling wel goed is doorgegeven. De eigenaren bevestigen de bestelling en vragen zelfs om extra machines. Ray wil hier het fijne van weten, dus rijdt hij naar de zaak en wat hij daar ziet zal zijn leven geheel veranderen. Het restaurant dat gerund wordt door de broers Dick en Mac McDonald gebruikt een geheel andere formule dan alle andere restaurants. Ray ziet brood in het idee en stelt aan de broers voor om het concept te franchisen door heel de Verenigde Staten, maar de broers weigeren, omdat ze het belangrijk vinden dat ze kwaliteit kunnen waarborgen. Uiteindelijk lukt het Ray Kroc toch om toestemming van hen te krijgen om McDonald's te franchisen. McDonald's groeit snel, maar Ray Kroc merkt dat hij ondanks dit weinig winst maakt, door de hoge kosten. Hij probeert veranderingen door te voeren aan het concept van McDonald's, maar dit kan hij niet door het contract tussen hem en Dick & Mac, waarin staat dat Dick & Mac de volledige controle hebben over wat er binnen de restaurants gebeurt. Er ontstaan meningsverschillen tussen de broers McDonald en Ray. Ray wil het contract opheffen en McDonald's overnemen van de broers, zodat hij zijn eigen ideeën kan doorvoeren, maar de broers gaan hier niet mee akkoord. Dus bedenkt Ray een plan, zodat hij het bedrijf toch kan overnemen.

## Rolverdeling
| Acteur                | Personage               |
| --------------------- | ----------------------- |
| Michael Keaton        | Ray Kroc                |
| Nick Offerman         | Richard "Dick" McDonald |
| John Carroll Lynch    | Maurice "Mac" McDonald  |
| Linda Cardellini      | Joan Smith              |
| Patrick Wilson        | Rollie Smith            |
| B.J. Novak            | Harry J. Sonneborn      |
| Laura Dern            | Ethel Kroc              |
| Justin Randell Brooke | Fred Turner             |
| Kate Kneeland         | June Martino            |
| Andrew Benator        | Leonard Rosenblatt      |
| Cara Mantella         | Myra Rosenblatt         |
| Wilbur Fitzgerald     | Jerry Cullen            |
| David de Vries        | Jack Horford            |
| Griff Furst           | Jim Zien                |